# 巨闕兪穴
巨闕兪穴（こけつゆけつ）は、奇穴に属する経穴である。

## 部位
一般には、第4胸椎と第5胸椎の棘突起の間の陥凹部とされているが、第4胸椎棘突起の下の陥凹部とする人も多い。

## 名前の由来
腹側の臍の上6寸にある巨闕穴と表裏の関係にある。

## 効能
心痛、不眠などに効果がある。

## その他
兪の字がついているが、兪穴ではない。